# Desconferência
Desconferências são fóruns auto-organizados para troca de idéias, networking, aprendizado, conversação, demonstração e interação entre pessoas. O formato de uma desconferência é baseado na premissa de que, seja qual for o tipo de profissão, as pessoas na audiência — não apenas aquelas selecionadas para falar no palco — tem pensamentos interessantes, insight, e habilidades para compartilhar. É um encontro centrado em um tema ao propósito guiado pelos participantes.
O termo "desconferência" foi aplicado, ou autoaplicado, para uma ampla gama de manifestações que tentam evitar um ou mais aspectos de uma conferência convencional, tal como os custos elevados e apresentações patrocinadas.
Por exemplo, em 2006, a CNNMoney aplicou o termo para diversos eventos incluindo o Barcamp, Bloggercon, e Mashup Camp. O termo é geralmente usado na comunidade geek.
Desconferências podem não possuir uma agenda definida, mas elas continuam possuindo uma estrutura definida que provê atender uma série de ferramentas para o andamento do evento. Os princípios que guiam uma desconferência são diretamente influenciados pelo trabalho do autor e consultor Harrison Owen, que descreve um método de organizar grupos de interação, chamado Open Space Technology. Owen em seu artigo “Opening Space for Emerging Order”, explica os Quatro Princípios do Open Space:
1. seja quem for que veio, é a pessoa certa;
2. o que quer que aconteça, é apenas aquilo que deveria ter acontecido;
3. quando quer que comece é na hora certa;
4. quando acaba, acabou; e acompanhando a "Lei dos Dois Pés" afirmando que, "Se a qualquer momento você encontra-se em qualquer situação onde você não estiver nem aprendendo nem contribuindo use seus dois pés e dirija-se para um lugar mais ao seu gosto".

O método Open Space foi utilizado com sucesso para organizar os encontros da Fortune, de 500 executivos, cientistas, e mesmo políticos rivais na África do Sul.
Por requererem infraestrutura e organização de uma indústria madura, desconferências podem acontecer mais frequentemente. Porque seu custo deve ser mínimo (ou não-existente), qualquer um que deseje pode ir. Todos em uma desconferência participam de alguma forma, interagindo, estabelecendo networking e trocando ideias.
Os encontros Open Space e a desconferência possuem fortes similaridades com os encontros bem estabelecidos no mundo da música: em particular, a jam session. Durante uma jam session, músicos trazem conhecimentos de modelos particulares - os quais provem com o sistema em um tempo musical, tom, e assim por diante. Estes modelos e as regras de tocá-los lançam a expectativa de como os participantes irão interagir uns com os outros. Uma jam session pode incluir horas de improvisação e solos - requerendo que os participantes ouçam atentamente uns aos outros para reagir apropriadamente perante a experiência musical. As regras da jam session incluem uma similar ao da "Lei dos Dois Pés": Se você não está contribuindo com o som, você deveria deixar os outros participantes explorarem o espaço musical.

## História
Harrison Owen desenvolveu o formato ou método Open Space World Resources em meados de 1980. 
Ele publicou Open Space Technology: a User's Guide, em 1993. Este livro discutiu as diversas técnicas associadas às desconferências, entretanto, o livro não usa o termo "desconferência".

## Modelos
Uma desconferência pode ser conduzida através de diferentes modelos. Alguns deles são:
- Appreciative Inquiry
- Barcamp
- Birds of a Feather
- Code Camp
- Dotmocracy
- The Fishbowl
- FooCamp
- Knowledge Cafe
- Lightning Talks
- Nominal Group Technique
- Multi-voting
- Open Space Technology
- Pecha Kucha
- Speed Geeking
- World Cafe